# Lekkoatletyka na Letnich Igrzyskach Olimpijskich 2016 – bieg na 5000 m kobiet
Bieg na 5000 metrów kobiet – jedna z konkurencji lekkoatletycznych rozgrywanych podczas igrzysk olimpijskich w Rio de Janeiro. Zawody odbyły się 16 i 19 sierpnia 2016 roku. 
Obrończynią tytułu mistrzowskiego z 2012 roku była Etiopka Meseret Defar. 

## Terminarz
Wszystkie godziny podane są w czasie brazylijskim (UTC-03:00) oraz polskim (CEST).
| Data             | Godzina rozpoczęcia | Godzina rozpoczęcia |            |
| Data             | UTC-03:00           | CEST                |            |
| ---------------- | ------------------- | ------------------- | ---------- |
| 16 sierpnia 2016 | 09:30               | 14:30               | Eliminacje |
| 19 sierpnia 2016 | 21:40               | 02:40               | Finał      |

## Rekordy
Tabela uwzględnia rekordy uzyskane przed rozpoczęciem biegu.
|                                                      | Zawodnik        | Wynik    | Miejsce | Data                  |
| ---------------------------------------------------- | --------------- | -------- | ------- | --------------------- |
| Rekord świata                                        | Tirunesh Dibaba | 14:11,15 | Oslo    | 6 czerwca 2008(dts)   |
| Rekord olimpijski                                    | Gabriela Szabo  | 14:40,79 | Sydney  | 25 września 2000(dts) |
| Najlepszy wynik na listach światowych w sezonie 2016 | Almaz Ayana     | 14:12,59 | Rzym    | 2 czerwca 2016(dts)   |

## Wyniki

### Eliminacje
Po 5 najlepszych zawodniczek z każdego biegu (Q) oraz 6 pozostałych z najlepszymi czasami (q) zakwalifikowały się do finału, w którym planowany był start szesnastu zawodniczek. Jednak z powodu upadku dwóch z nich w eliminacjach, wyścig finałowy został powiększony do 18 miejsc. 
Bieg 1
| Pozycja | Numer startowy            | Zawodniczka                   | Reprezentacja | Wynik | Uwagi |
| ------- | ------------------------- | ----------------------------- | ------------- | ----- | ----- |
| 1       | Hellen Onsando Obiri      | Kenia                         | 15:19,48      | Q     |       |
| 2       | Yasemin Can               | Turcja                        | 15:19,50      | Q     |       |
| 3       | Mercy Cherono             | Kenia                         | 15:19,56      | Q     |       |
| 4       | Shelby Houlihan           | Stany Zjednoczone             | 15:19,76      | Q     |       |
| 5       | Susan Kuijken             | Holandia                      | 15:19,96      | Q,    |       |
| 6       | Madeline Hills            | Australia                     | 15:21,33      | q     |       |
| 7       | Miyuki Uehara             | Japonia                       | 15:23,41      | q,    |       |
| 8       | Ababel Yeshaneh           | Etiopia                       | 15:24,38      | q     |       |
| 9       | Juliet Chekwel            | Uganda                        | 15:29,07      |       |       |
| 10      | Laura Whittle             | Wielka Brytania               | 15:31,30      |       |       |
| 11      | Louise Carton             | Belgia                        | 15:34,39      |       |       |
| 12      | Kim Conley                | Stany Zjednoczone             | 15:34,39      |       |       |
| 13      | Jessica O’Connell         | Kanada                        | 15:51,18      |       |       |
| 14      | Lucy Oliver               | Nowa Zelandia                 | 15:53,77      |       |       |
| 15      | Sharon Firisua            | Wyspy Salomona                | 18:01,62      |       |       |
| 16      | Beatrice Kamuchanga Alice | Demokratyczna Republika Konga | 19:29,47      |       |       |
| –       | Dalila Aldulkadir         | Bahrajn                       | DNS           |       |       |

Bieg 2W drugim biegu Abbey D’Agostino i Nikki Hamblin zderzyły się i upadły. D’Agostino wstała pierwsza, ale zamiast biegnąć do mety, zatrzymała się, aby pomóc podnieść się Hamblin. Później w wyścigu okazało się, że uraz D’Agostino jest bardziej poważny – zaczęła kuleć i ponownie upadła. Tym razem to Hamblin zatrzymała się, by zachęcić ją do zakończenia wyścigu. Po wyścigu organizatorzy zadecydowali się zakwalifikować zawodniczki do finału wraz z Jennifer Wenth, która również ucierpiała w kolizji podczas biegu.
| Pozycja | Zawodniczka | Reprezentacja             | Wynik             | Uwagi    |    |
| ------- | ----------- | ------------------------- | ----------------- | -------- | -- |
| 1       | 641         | Almaz Ayana               | Etiopia           | 15:04,35 | Q  |
| 2       | 649         | Senbere Teferi            | Etiopia           | 15:17,43 | Q  |
| 3       | 946         | Vivian Cheruiyot          | Kenia             | 15:17,74 | Q  |
| 4       | 1068        | Karoline Bjerkeli Grøvdal | Norwegia          | 15:17,83 | Q  |
| 5       | 709         | Eilish McColgan           | Wielka Brytania   | 15:18,20 | Q  |
| 6       | 344         | Eloise Wellings           | Australia         | 15:19,02 | q, |
| 7       | 329         | Genevieve LaCaze          | Australia         | 15:20,45 | q, |
| 8       | 725         | Stephanie Twell           | Wielka Brytania   | 15:25,90 |    |
| 9       | 918         | Misaki Onishi             | Japonia           | 15:29,17 |    |
| 10      | 445         | Mimi Belete               | Bahrajn           | 15:29,72 |    |
| 11      | 490         | Andrea Seccafien          | Kanada            | 15:30,32 |    |
| 12      | 920         | Ayuko Suzuki              | Japonia           | 15:41,81 |    |
| 13      | 1271        | Stella Chesang            | Uganda            | 15:49,80 |    |
| 14      | 351         | Jennifer Wenth            | Austria           | 16:07,02 | q* |
| 15      | 1075        | Nikki Hamblin             | Nowa Zelandia     | 16:43,61 | q* |
| 16      | 1335        | Abbey D’Agostino          | Stany Zjednoczone | 17:10,02 | q* |
| –       | 505         | Bibiro Ali Taher          | Czad              | DNF      |    |

### Finał
| Pozycja | Numer startowy | Zawodniczka               | Reprezentacja     | Wynik    | Uwagi |
| ------- | -------------- | ------------------------- | ----------------- | -------- | ----- |
| 1. !    | 946            | Vivian Cheruiyot          | Kenia             | 14:26,17 |       |
| 2. !    | 954            | Hellen Onsando Obiri      | Kenia             | 14:29,77 |       |
| 3. !    | 641            | Almaz Ayana               | Etiopia           | 14:33,59 |       |
| 4       | 945            | Mercy Cherono             | Kenia             | 14:42,89 |       |
| 5       | 649            | Senbere Teferi            | Etiopia           | 14:43,75 |       |
| 6       | 1257           | Yasemin Can               | Turcja            | 14:56,96 |       |
| 7       | 1068           | Karoline Bjerkeli Grøvdal | Norwegia          | 14:57,53 |       |
| 8       | 1036           | Susan Kuijken             | Holandia          | 15:00,69 |       |
| 9       | 344            | Eloise Wellings           | Australia         | 15:01,59 |       |
| 10      | 325            | Madeline Hills            | Australia         | 15:04,05 |       |
| 11      | 1348           | Shelby Houlihan           | Stany Zjednoczone | 15:08,89 |       |
| 12      | 329            | Genevieve LaCaze          | Australia         | 15:10,35 |       |
| 13      | 709            | Eilish McColgan           | Wielka Brytania   | 15:12,09 |       |
| 14      | 653            | Ababel Yeshaneh           | Etiopia           | 15:18,26 |       |
| 15      | 924            | Miyuki Uehara             | Japonia           | 15:34,97 |       |
| 16      | 351            | Jennifer Wenth            | Austria           | 15:56,11 |       |
| 17      | 1075           | Nikki Hamblin             | Nowa Zelandia     | 16:14,24 |       |
| –       | 1335           | Abbey D’Agostino          | Stany Zjednoczone | DNS      |       |

Źródło: Rio 2016